# Иссета, Луис
Луис Лука Иссета (исп. Luis Luca Izzeta; 1903 — неизвестно), в других источниках Лукас Мари́я Исетта (исп. Lucas María Izetta) или Луис Мари́я Иссета (исп. Luis María Izzeta) — аргентинский футболист, нападающий.

## Карьера
Луис Иссета играл за клуб «Дефенсорес де Бельграно», где выступал с 1930 по 1937 год.
В составе Аргентины Иссета дебютировал 11 марта 1934 года в матче с «Унионом» (5:3). Всего за сборную провёл две игры. Он поехал в составе национальной команды на чемпионат мира, но на поле не выходил. 

## Международная статистика
| Матчи Луиса Иссеты за сборную Аргентины | Матчи Луиса Иссеты за сборную Аргентины | Матчи Луиса Иссеты за сборную Аргентины | Матчи Луиса Иссеты за сборную Аргентины | Матчи Луиса Иссеты за сборную Аргентины | Матчи Луиса Иссеты за сборную Аргентины | Матчи Луиса Иссеты за сборную Аргентины |
| --------------------------------------- | --------------------------------------- | --------------------------------------- | --------------------------------------- | --------------------------------------- | --------------------------------------- | --------------------------------------- |
| №                                       | Дата                                    | Место проведения                        | Оппонент                                | Счёт                                    | Голы                                    | Турнир                                  |
| 1                                       | 11 марта 1934                           | Санта-Фе                                | Унион (Санта-Фе)                        | 5:3                                     | —                                       | Товарищеский матч                       |
| 2                                       | 18 марта 1934                           | Кордова                                 | Тальерес (Кордова)                      | 0:0                                     | —                                       | Товарищеский матч                       |